# Dimension
 Der er for få eller ingen kildehenvisninger i denne artikel, hvilket er et problem. Du kan hjælpe ved at angive troværdige kilder til de påstande, som fremføres i artiklen.

Dimension (af latin dimensio, vbs. til di-metiri, afmåle; jævnfør meter) er et matematisk og geometrisk begreb, der henviser til retninger i hvilke, en flade eller et rum (eller en genstands form eller størrelse kan måles og/eller beskrives. Normalt regnes med tre dimensioner: bredde, højde og længde (eller dybde), men i matematisk sammenhæng kan antallet af dimensioner være større.

## Dimension som mål og ved koordinater
Lige som man i daglig tale siger, at et stykke af en ret linje har én dimension (længde), en flade to (bredde og længde), et legeme tre (højde, bredde og længde), hvilke dimensioner må angives ved en beskrivelse af den pågældende figur, tillægger man i matematikken en linje (eller kurve), en plan (eller vilkårlig flade) og rummet henholdsvis 1, 2 og 3 dimensioner i den forstand, at et punkt på linjen er bestemt ved een koordinat (afstanden fra et fast punkt), et punkt i planen ved 2 koordinater, nemlig de 2 stykker, man ud fra et fast punkt skal gå i 2 givne retninger for at komme til punktet, et punkt i rummet på samme måde ved 3 koordinater. Idet man siger, at linjen indeholder en enkelt uendelighed af punkter, kommer planen med sine 2 koordinater til at indeholde en dobbelt uendelighed, rummet en tredobbelt.

## Analytisk geometri
Da behandlingen af ligninger med 2 eller 3 ubekendte lettes så meget ved, at man støtter sig til deres betydning i den analytiske geometri, har man ganske naturligt overført geometriens terminologi på behandlingen af ligninger med et vilkårligt antal (n) ubekendte således, at et system af n værdier for de ubekendte siges at bestemme et punkt, alle sådanne punkter danner et rum med n dimensioner, de af disse punkter, hvis koordinater tilfredsstiller en enkelt ligning, danner et rum med n-1 dimensioner, n-1 ligninger bestemmer en kurve, n-2 en flade; herved opnås kortere udtryk samt muligheden for at overføre sætninger fra geometrien med 2 og 3 dimensioner. En sådan geometri med n dimensioner kan godt anvendes på noget virkelig anskueligt, idet man i stedet for punkter sætter andre geometriske individer, af hvilke der netop er en n-dobbelt uendelighed, fx rummets rette linjer, der bestemmes ved 4 koordinater. Særlig er geometrien med 4 dimensioner blevet dyrket, navnlig af italienske matematikere, og man har overført sætninger til rummet med 4 dimensioner fra det sædvanlige rum og omvendt på lignende måde som mellem stereometrien og plangeometrien.

## Eksempler
Eksempler på genstande eller genstandsmål med forskellige antal dimensioner:
- I menneskelig målestok:
  - Nuldimensionelt lignende:
    - punkt – partikel, støv, fnug, atom, spids

  - Éndimensionelt lignende:
    - Linje, snor, tråd, kurve, cirkelbue, kant, knivsæg

  - Todimensionelt lignende:
    - Flade, overflade – papir, folie, blad, film, bakke, bule, dug

  - Tredimensionelt lignende:
    - Genstand, kugle, terning – kaffekop, bord, stol, hus, bil, cykel

  - Firedimensionelt lignende:
    - Tiden, rum/genstande + tid = rumtid el. genstande, der forandrer sig eller flytter sig i tid – hændelser i tid og rum, bygninger der forfalder og vedligeholdes, planter der vokser og forandres, ting der flytter sig.
- Fraktaler:
  - Mellem 1 og 2 dimensioner – "krøllet linje":
    - Kystlængden, lyn

  - Mellem 2 og 3 dimensioner – "krøllet overflade":
    - Overfladen i "aktivt" kuls fraktale porer, turbulens, skyer.
- Matematisk/fysisk:
  - Nuldimensionel:
    - matematisk punkt

  - Éndimensionel:
    - matematisk linje, matematisk kurve

  - Todimensionel:
    - matematisk flade

  - Tredimensionel:
    - kugle og næsten alle genstande i universet.

  - Firedimensionel:
    - rumtid, hvor tredimensionelle genstande tilføjes en tids-dimension

  - Femdimensionel (el. endnu flere dimensioner):
    - teorier inden for teoretisk fysik og matematik om bl.a. superstrenge opererer med endnu flere dimensioner og udelukker ikke eksistensen af uendeligt mange dimensioner.